# 吳音寧
吳音寧（1972年6月27日—），是一名台灣作家、農村運動工作者與政治人物。先后毕业于省立彰化女中、東吳大學法律學系，文學上陸續獲得台北律師公會法律文學創作獎首獎、彰化縣磺溪文學獎、時報文學獎人間新人獎，曾任《台灣日報》、文建會《文化視窗》執行編輯－吳音寧：台灣作家兼農村運動工作者] （页面存档备份，存于）</ref>、彰化縣溪州鄉公所主任秘書、台北農產運銷公司總經理，現任行政院中部聯合服務中心副執行長。
2001年進入墨西哥查巴達民族解放軍（EZLN）的自治區探訪，結合查巴達領導人馬訶士（Subcommandante Marcos）的童話詩文及報導，輯為《蒙面叢林》一書出版。2005年白米炸彈客楊儒門入獄服刑後，吳音寧與其書信往來，鼓勵他透過書信寫下自己的故事。2007年，出版25萬字的《江湖在哪裡？——台灣農業觀察》記錄下戰後五十年台灣農業的發展與困境，被獲評為當年的中時開卷版年度十大好書之一。2008年，出版詩歌集《危崖有花》，用詩歌的語言紀錄下多年成長蛻變的過程。2017年獲農委會推薦就任台北農產運銷公司總經理，2018年底卸任後返回彰化縣。2023年6月獲民主進步黨以「民主大聯盟」模式徵召參選第十一屆立法委員選舉角逐彰化縣第三選舉區，但未能當選。
2024年5月27日，出任行政院中部聯合服務中心副執行長。

## 家庭
吳音寧出生於彰化縣溪州鄉，父親是退休國中生物教師以及詩人、總統府資政吳晟曾出版北農風雲一書，母親莊芳華同為教師並且曾是《台灣公論報》執行編輯。大弟吳賢寧是彰化基督教醫院心臟內科醫師，二弟是音樂人吳志寧。
舅舅莊秋雄，台灣大學土木工程學系畢業，赴美取得普渡大學機械工程博士，曾擔任台獨聯盟中央委員、台獨聯盟美國本部主席。

## 經歷

### 參與社會運動
在考取東吳大學法律系後，她曾剃光頭並翹課參與社會運動。2010年，吳音寧的表哥黃盛祿當選溪州鄉鄉長，聘任吳音寧進入鄉公所服務。在任職期間，吳音寧投入反中科二林園區在家鄉莿仔埤圳「搶水」、反「彰南工業區」興建於溪州等抗爭活動。。2013年，協助成立「溪州尚水農產股份有限公司」，推動友善耕作、產銷。。

### 任北農總經理
2017年6月21日，获農委會副主委陳吉仲推荐，擔任台北農產運銷公司（下簡稱「北農」）總經理，期间获得總統蔡英文、总统府秘書長陳菊 、以及多个市场公会等个人及团体支持。吳音寧就任台北農產運銷公司總經理後成為各方關注焦點。農委會官派北農常董邱進福認為她上任後，北農的產銷制度提升很多。2018年6月6日民進黨中常會上，推薦吳音寧的農委會副主委陳吉仲指出不管是菜價的穩定程度、北農的獲利、業務推廣費的運用等等，吳音寧都遠勝過韓國瑜。兼任民進黨主席的蔡英文總統也在會上聲援吳音寧。2018年6月14日，7大公會舉行記者會表態支持吳音寧，表示「生意人不懂政治」，全力支持北農總經理吳音寧繼續連任。2018年民進黨在九合一大選敗選後的11月29日，北農召開董事會通過解職吳音寧職務。

## 北農風暴
吳音寧甫就任北農總經理就被質疑其專業度，舆论也一直炒作相關争议。上任之初於台北市議會備詢，被民國黨籍市議員徐世勳質疑吳音寧是否看得懂財務報表，吳數度表示「我有認真在學習」，徐世勳追問北農營收成長率，吳卻答不出來，徐則提醒吳年薪超過140萬以上至250萬，年薪還包含獎金，因此必須要有經營管理的能力。有评论认为，北農在全國農產販售中具指標性，近2018九合一大选，對於执政及在野各方而言，透過影響及引导輿論來爭取自己屬意的人選出線与选民支持都十分重要，吴音宁也因此不断遭到政治人物及舆论的攻击。

### 2018年農曆新年休市事件
2017年中，台北市市場處處長許玄謀做出台北農產運銷果菜批發市場於2018年2月16日至3月7日之20日內休市11日的決定。但連休後產銷失衡與菜價下跌，引發社會對台北市政府與吳音寧的批判；農委會副主委陳吉仲表示「為何做出此決策，北市應該要自己出來說明」，抨擊柯文哲市府處理問題的模式非常糟糕，台北市政府亦坦承未注意。國立政治大學教授徐世榮認為柯文哲市府嫁禍北農與吳音寧，說休市決策是北市府市場處決定，當初台北農產運銷公司也曾反對。
2018年3月7日，市場處處長許玄謀電話通知吳音寧有「北市果菜批發市場8日開市因應措施」記者說明會，吳音寧未出席，被指為「神隱」，台北市副市長陳景峻指責應該勇於承擔。吳音寧於3月8日與農委會召開記者會表示當時菜車已在進場。她表示，3月8日到貨量為2,370公噸，每公斤均價為19.9元，守住農委會每公斤18元均均價，較休市前為漲7.9%。吳音寧稱2018年2月27日當天為春節後五個交易日，蔬菜進貨量超過3,000公噸，為十年來春節後五日交易量最高峰，成交價格也是十年來的第三高，仍維持平穩。高雄市美濃區農會總幹事鍾清輝則認為吳音寧在這次事情處理上表現很好。

### 用總經理業務費送殘貨給社福團體遭監察院糾正
2018年2月底，吳音寧用業務推廣費購買蔬果殘貨，贈送給表哥擔任鄉長的彰化溪州鄉社福團體，被議員炮轟，甚至被民眾向檢方舉發圖利、貪汙。台北地檢署收案後表示，不排除傳喚吳音寧到庭說明。 北農發新聞稿澄清，指拍賣出去的蔬果，農民若無載回的意願，過去是直接銷毀報廢，這也是最簡單快速的方式，但吳音寧不忍農民辛辛苦苦種植出來的蔬菜被銷毀，因而希望能提供給社福團體利用，贈送的社福團體皆有列冊，名冊及數量皆有提供給市場處（但之後監察院調查時，市場處未能證實）。《上報》則曾報導，市場處的訪談文字記錄與北農錄音檔內容不符，關鍵的字眼都漏掉，讓吳音寧及北農都背了黑鍋。
2018年5月18日下午，吳音寧召開記者會道歉，強調「我很抱歉，這是1萬9,000多元的小事，因為我的關係，社福團體受到這麼大的波及」，更表示整件事情合情合理合法，當天到貨量非常多，預估有殘貨的情況，當天拍賣雖有延長，但最終還是有一小部分的蔬菜沒賣完，她認為過去的處理方式是報廢、好好的蔬菜變成垃圾，不捨這些蔬菜就這樣報廢，所以最後決定用總經理的業務推廣費買下來，並強調雖然造成很大的風波，但北農會將這件事情制度化，以後如果再遇到這種情形發生就有制度化的處理。

### 議會備詢口誤事件
2018年6月7日，吳音寧在台北市議會接受備詢，國民黨籍市議員吳世正質詢時指出，以蔡總統的高度，在昨日民進黨中常會肯定北農的總經理，等於跨過好幾個層級，可謂「台北市之光」。接著他問吳音寧到底是怎麼認識總統，吳音寧先是說「總統就是我們中華人民，就是我們……」，發現口誤後解釋「（蔡英文）就是我們的總統，我是新境界基金會的董事，所以是在新境界基金會認識。」吳世正質詢完後，說「妳可以去神隱了」。

### 改建事件
2018年第一果菜市場提出改建，作為北農使用者的吳音寧提出的北農版本，將物流空間做了不同的規劃，比台北市府版本的樓地版面積還要小，更可以省下11億元的經費。協調過程炮火濃濃，柯文哲市長直指吳音寧，她懂甚麼？接踵而來的多是對吳音寧的人身攻擊。最終台北市政府選擇了吳音寧版本。

### 送洋酒事件
- 2018年6月1日，國民黨籍市議員陳重文于台北市市议会質詢時，稱北农每月的業務推廣費高達30萬元，9個月下來逼近270萬元，其中一筆開銷是送給民進黨台北市黨部60瓶洋酒「皇家禮炮」[35]。
- 2018年6月2日，北農發布新聞稿，強調經查證並無60瓶洋酒送民進黨部一事[36]。
- 2018年6月6日，民進黨籍市議员王世堅於台北市議會質詢時，指北農前總經理韓國瑜任內購買數十萬元洋酒，才是以業務費買洋酒最多的人，韓國瑜回應，購買洋酒是用在與北農有業務往來蔬果公會、承銷人、農會上，經費也經過董事會審查。并指出，王世堅是個社會經驗豐富的議員，應該很了解這些屬正常的業務往來[37]。
- 2018年6月6日，北農發新聞稿指出，262萬元是去年全年的業推費，前3個月韓國瑜仍是總經理，期間也有使用業推費，所以算法完全錯誤。北農強調，吳音寧去年上任後平均每個月所使用的業推費為26萬，低於韓國瑜任內平均[38]。
- 2018年6月8日，民進黨籍台北市議員簡舒培澄清烏龍爆料，指送酒的是市府發言人劉奕霆，送的對象是府院和其他五都的發言人，共8瓶洋酒。劉奕霆回应，酒是今年送的，但北市府與府院、其他縣市政府的新聞局處及發言人在業務上本就有所往來，而年節期間因有收到其他縣市發言人之贈禮，故基於禮尚往來予以回禮，一切皆符合公務禮儀，一般的年節饋贈亦符合規定。[39]。
- 2018年6月12日，台北地檢署将上個月分案調查北農總經理吳音寧「送菜案」与是次「洋酒案」一併釐清，加上前總經理韓國瑜被檢舉「菜蟲案」與「高價水果禮盒」，前後任總經理雙雙被列被告，又互為證人。原訂同月14日同步傳喚，但消息曝光後，臨時將兩人偵訊日前錯開一天。[40]。
- 2018年6月13日，台北地檢署以「他字案」被告身分傳喚吳音寧到庭，吳音寧供稱，確有從業務推廣費用中買酒及禮盒送人，這是基於公關需要，而且是「慣例」，也有報請主管機關核准，一切公開、合法，且有簽呈、單據可供查證，送禮對象絕不包括政黨相關人士。翌日傳訊北農前總經理韓國瑜到庭。[41]
- 2018年9月7日，爆料市議員陳重文將其臉書專頁關於爆料吳音寧送洋酒案的貼文下留言說「造謠議員，言論免責權不是這樣用的」的蕭姓網友提告加重誹謗罪、意圖使人不當選，彰化地檢署認為吳音寧早已否認此事實，陳重文爆料又未盡查證之責，選民對此公共議題評論「造謡」，難認有何誹謗之犯意，對蕭女予以不起訴處分。[42]
- 2020年6月29日，吳音寧、韓國瑜北農案皆以證據不足獲不起訴處分。[43]

### 將北農蔬果推廣至帛琉
2018年9月，在國人質疑聲浪中，時任北農總經理吳音寧，宣布成功將北農蔬果推廣至帛琉。希望台灣新鮮美味蔬果能提高帛琉民眾食用蔬果的意願。北農團隊並於13日與蘇浪超市總裁簽訂合作協議書，雙方協議約定於2018年11月底完成蔬果進口，正式開啟雙邊農產品貿易業務新里程碑，台灣農產品不但成功打入國際市場，更能滿足帛琉當地對新鮮蔬果的消費需求。也成功帶起城市外交。

## 選舉紀錄
| 年度 | 選舉屆數             | 選舉區           | 所屬政黨   | 得票數 | 得票率 | 當選標記 | 備註 |
| ---- | -------------------- | ---------------- | ---------- | ------ | ------ | -------- | ---- |
| 2024 | 第十一屆立法委員選舉 | 彰化縣第三選舉區 | 民主進步黨 | 78,473 | 43.18% |          |      |

## 著作
| 出版日期       | 書名                           | 出版社 | ISBN               |
| -------------- | ------------------------------ | ------ | ------------------ |
| 2003年12月24日 | 《蒙面叢林》                   | 印刻   | ISBN 9789867810779 |
| 2007年8月1日   | 《江湖在哪裡？——台灣農業觀察》 | 印刻   | ISBN 9789866873324 |
| 2008年11月1日  | 《危崖有花》                   | 印刻   | ISBN 9789866631337 |

## 獲得獎項
| 年份   | 獎項                       | 獎別       | 作品類別 | 作品名稱             |
| ------ | -------------------------- | ---------- | -------- | -------------------- |
| 1999年 | 彰化縣磺溪文學獎           |            | 新詩類   | 《稻田、城市與海洋》 |
| 2000年 | 彰化縣磺溪文學獎           |            | 散文類   | 《我的同學林力升》   |
| 2003年 | 台北律師公會法律文學創作獎 | 首獎       | 中篇小説 | 《青春的偷竊歲月》   |
| 2006年 | 第29屆時報文學獎           | 人間新人獎 |          |                      |

## 脚注
1. ↑  包括台灣青果商業同業公會聯合會、台北市青果商業同業公會、台北市蔬菜商業同業公會、台北市青果進口承銷協會、台灣青果運銷合作社、台北市農產承銷商協會、台北市農產運銷發展協會

## 外部連結
- 吳音寧的Facebook專頁